# Villeneuve-les-Corbières
Villeneuve-les-Corbières ou Vilanòva de las Corbièras é uma comuna francesa na região administrativa de Occitânia, no departamento de Aude. Estende-se por uma área de 24,31 km². Em 2010 a comuna tinha 252 habitantes (densidade: 10,4 hab./km²).